# Helena Ducas Ángelo
Helena Ducas Ángelo (en griego: Ἑλένη Δούκαινα Άγγελίνα, romanizado: Helene Doukaina Angelina, en serbio: Јелена Доукаина Анђелина, romanizado: Jelena Duka Anđel) fue una noble griega de Tesalia y reina consorte de Serbia.
Sus padres eran Juan I Ducas de Tesalia y su esposa Hipomona (una hija del jefe valaco de Tesalia, Taronas). En 1273 o 1276, Helena se casó con el rey serbio Esteban Milutin, pero Milutin la abandonó hacia 1283. Es posible que sus hijos fueran los reyes Esteban Constantino y Esteban Dečanski. Parece que Helena luego regresó a Grecia.